# Octavio Vargas Silva
Octavio Vargas Silva (Garzón, Huila; 3 de julio de 1938) fue Director de la Policía Nacional de Colombia durante los años 1993 y 1994. También fue Subdirector de la Policía Nacional y Comandante del Bloque de Búsqueda que dio de baja a Pablo Escobar el 2 de diciembre de 1993 en Medellín.

## Reseña biográfica
Nació en Garzón, departamento del Huila, el 3 de julio de 1938, en el hogar de doña Regina Silva y Octavio Vargas, adelantó sus estudios de básica primaria en los Colegios Esteban Rojas y secundarios en el Simón Bolívar, Ingresó a la Escuela de Cadetes de Policía General Santander el 4 de febrero de 1957 y el 16 de agosto de 1959 asciende al grado de subteniente.
Contrajo matrimonio con María Elda Méndez Cardozo, de cuya unión nacieron sus hijos Jorge Octavio, Juan Carlos y Ana María.
Durante su carrera policial trabajó en los Departamentos de Policía Bogotá, Valle, Atlántico, Cauca, Huila, oficial de planta de la Escuela General Santander, ayudante de la Subdirección General, Director de la Clínica de la Policía, Director de la Escuela Simón Bolívar, fue comandante de los Departamentos de Policía Bolívar y Norte de Santander, inspector delegado, director de Sanidad y gerente del Proyecto Hospital Central, director de personal, director operativo, inspector general, subdirector general, agregado de Policía en Ecuador y en la Embajada de Colombia ante los Países Miembros de la Unión Europea, con sede en Madrid, España.
En diciembre de 1993, por decisión del Presidente de la República Doctor César Gaviria Trujillo fue nombrado Director de la Policía Nacional de Colombia.
Al asumir esta alta responsabilidad, puso en práctica y dinamizó el proceso de reestructuración y modernización que había iniciado el General Miguel Antonio Gómez Padilla, con el lema: UNA NUEVA ERA. Logró mejores márgenes de seguridad ciudadana, fortalecer los vínculos de entendimiento con las autoridades y ciudadanos y lo más importante, a robustecer a la Policía Nacional, modernizándola, mediante la aplicación de estrategias para mejorar la salud y el bienestar del personal de la Institución Policial y un contundente y efectivo accionar para el control de la criminalidad y el manejo del orden público, teniendo al ciudadano y a su entorno como propósito medular.

Objetivos institucionales:
Para cumplir este proceso, el General Vargas Silva fijó los objetivos institucionales así: 
Impulsar y consolidar el proceso de modernización institucional, cooperar en la obtención de la unidad nacional en la lucha contra la inseguridad, el narcotráfico y la violencia; fortalecer el recurso humano, vigorizar las especialidades de policía urbana, rural y judicial; propiciar el cambio de actitud; estimular la participación comunitaria y ampliar la cobertura del servicio policial, bases que sirvieron de sustento para consolidar la labor de policía proyectándola a futuro, En esta tarea de renovación, le correspondió el restablecimiento de la Inspección General, que había suprimido la nueva Ley Orgánica, generando severos problemas de control interno, de ejecución y control del régimen disciplinario y de la administración de justicia penal militar.
Plan quinquenal:
Con el concurso del Gobierno Nacional se elaboró un plan quinquenal, para garantizar la continuidad de los objetivos estratégicos de desarrollo y modernización, en el marco de una política gubernamental e institucional, teniendo en cuenta que con este procedimiento se evitarían improvisaciones y su revisión anual dinamizaría los procesos de planeación y los ajustes necesarios, como una respuesta inmediata a los requerimientos de la seguridad interna.
El programa de inversión para ejecutar, se ajustaba a las necesidades prevalentes de la Institución y se resumía en los siguientes proyectos: Adquisición de terrenos, construcción y dotación de 400 Estaciones de policía, de las cuales se encontraban en proceso de ejecución 148, faltando 252. Este importantísimo plan cubría todo el territorio nacional, particularmente a municipios cuya población fuera inferior a los 50.000 habitantes.
Como apoyo al desarrollo de la actividad operativa se programó la adquisición de equipo de armamento, comunicaciones, centros automáticos de despacho, sistemas, automotores y aeronaves. Los primeros helicópteros, vehículos automotores y demás equipos adquiridos, con presupuesto nacional, llegaron al país en el primer semestre de 1994.
Programas de profesionalización:
Para cumplir este objetivo se dispuso elevar el grado de profesionalización del hombre policía, con énfasis en los aspectos cultural, técnico, cívico, con el fin de aplicarlos en el mejoramiento de la calidad del servicio policial, con el desarrollo del sistema único educativo y docente, ampliación de la capacidad de las escuelas de formación e incremento de la planta de docentes especializados en técnicas investigativas, derechos humanos, calidad total y gestión pública.
Simultáneamente se efectuaron intercambios educativos con universidades para recibir colaboración en la capacitación de oficiales superiores y en la creación de mecanismos de desarrollo personal y profesional de los cuerpos directivos. Se estableció en la Academia Superior de Policía, como programa de formación avanzada (postgrado), la especialización en seguridad, destinado a los egresados de las facultades de administración policial y criminalística, con una duración de un año.
Presencia regional y local en coordinación con las autoridades político-administrativas:
Participación en los consejos de seguridad departamental, regional y municipal. Elaboración conjunta con autoridades y comunidad de los planes de seguridad local. Realización de acciones cívico-policiales, en sectores marginados, focos de perturbación. Gestión ante las autoridades para la expedición de normas oportunas y adecuadas para enfrentar los factores concurrentes de la delincuencia.
Integración de esfuerzos con la rama jurisdiccional para contrarrestar la impunidad:
La organización del Archivo único Nacional de Antecedentes Criminales, en la Subdirección de la Policía Judicial e Investigación, aprovechando la vasta experiencia de este organismo y su notable grado de desarrollo informático, se constituyó en una valiosa herramienta de trabajo para la rama jurisdiccional, en el campo de la investigación criminal. Se crearon los laboratorios regionales de criminalística, como instrumento eficaz en la lucha contra la impunidad.
Acciones concretas contra la delincuencia común, organizada, narcotráfico y terrorismo:
La necesidad de la Policía Nacional de adaptarse a las condiciones de lucha contra la delincuencia, en sus principales manifestaciones, evidenció la importancia de crear grupos especializados en las ciudades capitales más afectadas por la criminalidad como era el caso de Bogotá, Medellín, Cali, Bucaramanga y Barranquilla, con el propósito de neutralizar, en forma directa, las organizaciones y bandas de delincuentes dedicadas al hurto de vehículos, a residencias, al secuestro y a delitos contra la vida y la integridad personal.
El fortalecimiento y la creación de nuevas Unidades de Antiextorsión y Secuestro, se constituyó en una permanente preocupación para doblegar a quienes, a pesar de la expedición de leyes más rigurosas y presencia de grupos especializados, persistían en obtener dinero a costa del sacrificio económico de sus víctimas. Con la programación de la vigilancia por objetivos y saturación de áreas, se pretendió revitalizar la función preventiva, eliminar los focos de perturbación e inspirar confianza y seguridad en la ciudadanía. Esta actividad estuvo perfectamente entrelazada con el rediseño del programa CAI, "como una respuesta inmediata al requerimiento ciudadano"

Protección de los derechos humanos:
Se incrementaron los valores y virtudes profesionales y se ampliaron los mecanismos internos de control. En la Dirección General de la Policía se organizó la Oficina de Derechos Humanos y se dispuso incluir la cátedra de derechos humanos en todas las escuelas de formación y en los cursos de capacitación y especialización.

Estrategia contra el narcotráfico:
Le correspondía a la Policía Nacional, por disposición del Gobierno Nacional, organizar Unidades de Policía, con sus respectivos mandos debidamente preparados y adiestrados para cumplir la difícil tarea de reprimir el cultivo, distribución y consumo de narcóticos; en consecuencia, se diseñaron estrategias y políticas encaminadas a contrarrestar este delito.
El Gobierno y la Policía Nacional, persistieron en el propósito de lograr desmantelar todas las organizaciones dedicadas a esta actividad ilícita, capturar a sus responsables y propiciar la consolidación e integración de esfuerzos de las autoridades tanto Nacionales como los países comprometidos en la solución del problema, en los siguientes términos: propiciar convenciones multilaterales y binacionales; promover acuerdos en el mercado de precursores y sustancias químicas esenciales; elaborar planes específicos para impedir el lavado de dinero; ampliar la cooperación en materia judicial y de policía; fortalecer los mecanismos de carácter interno de cada País para lograr una política integral y coherente sobre prevención, consumo, tratamiento y rehabilitación de adictos; desarrollar una política de diversificación de cultivos; fortalecer la acción preventiva y disuasiva y finalmente, entre otros, intensificar el control en las vías aéreas y terrestres, puertos y aeropuertos.
Con el objeto de reducir y neutralizar la capacidad económica y operativa de las organizaciones criminales, se contempló la revisión y diseño de los planes de control para impedir el lavado de dinero y la realización de transacciones comerciales, que permitían la adquisición de bienes y servicios por parte de estas organizaciones. Se dispuso también el fortalecimiento de los grupos de inteligencia, Cuerpo Especial Armado, Bloques de Búsqueda y se incrementó el número de bases de operaciones de antinarcóticos, con el fin de continuar atacando el problema del narcotráfico, en todas sus manifestaciones, aumentando el desarrollo de la política de fumigación y sustitución de cultivos ilícitos.
Como Subdirector de la Policía Nacional:
Desmantelamiento de la organización criminal del capo Pablo Escobar Gaviria. 
En diciembre de 1989 la Policía Nacional en desarrollo de acciones estratégicamente dirigidas por el General Vargas dio de baja al delincuente Gonzalo Rodríguez Gacha, alias "El Mexicano". Este hecho se constituyó en el golpe más fuerte contra el narcoterrorismo, por cuanto éste sujeto era considerado como el brazo derecho de Pablo Escobar y uno de los principales gestores de la violencia que vivía el país en aquella época.
El esfuerzo del Bloque de Búsqueda encaminó su trabajo sobre tres objetivos fundamentales: Atacar la estructura financiera, capturar a sus enlaces y desmantelar la cúpula y organización del cartel, finalmente como resultado de las operaciones comandadas por el General Vargas, el 2 de diciembre de 1993 fue abatido Pablo Escobar Gaviríaen Medellín, finalmente se logró el desvertebramiento de la más tenebrosa organización criminal: El cartel de Medellín y sus grupos satélites que lideraba el extinto narcoterrorista.

## Distinciones
- Orden de Boyacá, en las categorías Gran cruz y placa de Gran Oficial

- Estrella de la Policía Nacional en tres categorías

- Orden al mérito Militar "José María Córdova" en dos categorías

- Orden del Mérito Naval "Almirante Padilla" en dos categorías

- Cruz de la Fuerza Aérea al "Mérito Aeronáutico" en el grado de Gran Oficial

- Estrella Militar del Orden Civil y Militar de Bolívar

- Condecoración Pedro de Agreda en la categoría de Gran Cruz

- Condecoración de Plata del Atlántico en la categoría de Gran Oficial

- Condecoración de la Orden del Libertador en el grado de Gran Cruz

- Orden Mariscal Sucre en la categoría de Gran Cruz

- Medalla Antonio de la Torre y Miranda en la categoría de Oro

- Gran Medalla de Servicios Distinguidos del Departamento de Seguridad, en tres categorías

- Orden de la Democracia en el grado Gran Cruz de la Cámara de Representantes

- Orden del Congreso de la república en el grado de Gran Cruz con placa de oro del Senado de la república

- Cruz al Mérito policial, en 5 oportunidades

- Servicios Distinguidos de la Policía por 5 veces

- Servicios Distinguidos en Orden Público del Ejército en dos ocasiones

- Orden del Alférez Real

- Orden Antonio Nariño en el Grado Gran Andino y Cruz de oro

- Medalla de Servicio* categoría 35 años

- Medalla de la Defensa Civil Colombiana

- Condecoración Diego de Ospina y Marinilla categoría al Mérito Cívico

- Orden Rodrigo Lara Bonilla

- Orden al Mérito Docente de la Policía Nacional

- Mención Honorífica de la Policía Nacional por décima vez

- Mención de Honor de la Asociación Colombiana de Periodistas

- Orden y Cruz al Mérito de las Policías de Bolivia, Ecuador, Perú, Chile, Francia, Argentina y Venezuela

- Galardonado como "Personaje del Año" en 1993.

- Reconocimiento Mundial: En el mes de septiembre de 1990, la Asociación Internacional de Agencias Gubernamentales, encargada de luchar contra el narcotráfico, que agrupa a todas las policías del mundo, lo galardonó como el Mejor Policía, durante la realización de la XXIII Conferencia Internacional de Drogas, realizada en Montreal, Canadá, "corno reconocimiento a la excelsa labor y al desvelado empeño por combatir el flagelo del narcotráfico".